# 석승훈
석승훈(1989년 3월 22일 ~ )는 대한민국의 성우로, 2015년 한국방송 성우극회 공채 40기로 입사했다. 

## 주요 출연작품

### 극장판 애니메이션
- 극장판 엉덩이 탐정: 화려한 사건 수첩
- 모험왕 블링키 - 호르헤
- 마야2 - 아니, 크롤리
- 메이의 새빨간 비밀 - 데번, 로베어, 제시
- 추억의 검정고무신 - 벼돌이
- 극장판 검정고무신: 즐거운 나의 집 - 용수, DJ
- 스트레인지 월드 - 카르데스
- 장화신은 고양이: 끝내주는 모험 - 빅 잭 호너
- 더 퍼스트 슬램덩크 - 노구식
- 창가의 토토 - 토토의 아버지

### 애니메이션
- 코드네임 X (KBS) - 코드네임 R
- 헬로 카봇 유니버스 (SBS) - 파이어
- 헬로 카봇 붐바 (SBS) - 스크류붐바
- 헬로 카봇 X (SBS) - 빅터
- 디지몬 고스트 게임 (재능TV) - 고요한, 피에몬, 샤드라몬, 샴블몬, 개굴몬, 다이버몬, 지드밀레니어몬, 고그마몬
- 포켓몬스터 W (투니버스)
- 요괴학원 Y ~N과의 조우~ (투니버스) - 구미남
- 닌타마 란타로 24기 (KBS 키즈) - 젠포지 이사쿠
- 신비아파트 고스트볼 ZERO: 두 번째 이야기 (투니버스) - 백초귀
- 원더풀 프리큐어! (재능TV) - 백도진

### 특촬물
- 파워레인저 젠카이저 (대원방송)  - 레트로 월드, 자석 월드
- 파워레인저 킹덤포스 (대원방송)  - 기라(스태그비틀 레드)
- 가면라이더 리바이스 (대원방송) - 오이준, 아스라, 두더지

### 외화
- 디셉션(KBS) - 조던(저스틴 전)
- 미즈 마블 - 아미르(사가 샤이크)
- 변호사 쉬헐크 - 홀든(스티븐 콜터)
- 브렉시트: 치열한 전쟁(KBS) - 스티브(제이 심슨)
- 앤트맨과 와스프 - FBI 요원(숀 클레이어)
- 월요일이 사라졌다(KBS) - 의사(산티아고 카브레라)
- 덤보 - 관람객

### 방송
- TV유치원 (KBS)
- 내고향 스페셜 (KBS)

### 라디오

#### KBS
소설극장 (KBS 3라디오)
- 2015.01.17 ~ 2015.05.07 미겔 데 세르반테스 作 <돈 끼호테>
- 2015.05.08 ~ 2015.06.28 박민규 作 <죽은 왕녀를 위한 파반느>
- 2015.06.29 ~ 2015.08.15 프레드릭 배크만 作 <오베라는 남자>
- 2015.10.03 ~ 2015.11.26 이광수 作 <무정>
- 2016.02.25 ~ 2016.03.31 장강명 作 <표백> (박선우 (하비))
- 2016.04.01 ~ 2016.05.19 김언수 作 <설계자들> (정안)
- 2016.05.20 ~ 2016.06.27 강태식 作 <굿바이 동물원> (나(김영수))

KBS 무대 (KBS 라디오)
- 2015.02.21 <통화> (홍)
- 2015.03.07 <행복을 지켜드립니다> (어린 경식)
- 2015.04.04 <상어가 멈춘다> (봉만 아들)
- 2015.04.18 <어느 쨍한 날> (앵커3)
- 2015.05.02 <장군멍군> (청년 태술)
- 2015.05.09 <아버지의 이름으로> (상헌)
- 2015.06.13 <햇살에 쓰는 일기> (안내방송)
- 2015.07.11 <여자 없는 사람들> (건달2)
- 2015.08.01 <푸르고 시린> (왕세손)
- 2015.08.08 <금혼식> (우성)
- 2015.08.15 <기적소리> (거지)
- 2015.09.19 <사랑을 연결합니다> (지환)
- 2015.10.24 <그녀의 마지막 로맨스> (어린 서필)
- 2015.11.21 <아버지의 탄생> (일진3)
- 2015.12.05 <울 아빠는 아이돌> (맴버)
- 2015.12.19 <몸 빌려주는 남자> (귀신1)
- 2016.01.02 <둥근 달이 떴습니다> (신입1)
- 2016.01.16 <황혼연가> (학생1)
- 2016.02.06 <금쪽같은 웬수> (의사)
- 2016.02.13 <이리온, 리우> (남자)
- 2016.02.20 <어느 곳에나 있는 여자> (네티즌2)
- 2016.02.27 <컨츄리 라디오> (사회자)
- 2016.03.05 <재원이는 1학년> (경찰2)
- 2016.03.12 <곡예사의 첫사랑> (어린 상권)
- 2016.03.26 <위층 남자> (학생)
- 2016.04.02 <엘리트 학원 구하기> (범학)
- 2016.04.09 <반장투표> (강기범)
- 2016.04.23 <삼개월 - 부제 : 나만의 그대> (정석)
- 2016.05.28 <폭식을 멈추는 0번째 방법> (치킨배달)
- 2016.06.04 <나는 꿈꾸었다> (직원1)
- 2016.06.11 <무능경찰 김반장> (망치)

라디오 극장 (KBS 라디오)
- 2015.02.01 ~ 2015.02.28 조정래 作 <인간연습>
- 2015.03.01 ~ 2015.03.31 박지리 作 <양춘단 대학 탐방기>
- 2015.04.01 ~ 2015.04.30 정유정 作 <7년의 밤>
- 2015.05.01 ~ 2015.05.31 박민규 作 <삼미 슈퍼스타즈의 마지막 팬클럽>
- 2015.06.01 ~ 2015.06.30 이창훈 作 <퇴계 이황이 된 고교 일진 라이언> (타이커)
- 2015.10.01 ~ 2015.10.31 박수정 作 <프로젝트 S>
- 2015.11.01 ~ 2015.11.30 정동재 作 <전우치 나는 술사(術士) 전우치로다>
- 2015.12.<가족의 탄생> (박안제/ 직원)
- 2016.03.01 ~ 2016.03.31 김려령 作 <가시고백> (상근)
- 2016.05.01 ~ 2016.05.31 정유정 作 <내 심장을 쏴라> (최기훈)
- 2016.06.01 ~ 2016.06.30 홍부용 作 <아빠를 빌려드립니다> (기열)

라디오 문학관 (KBS 라디오)
- 2015.03.15 이장욱 作 <크리스마스 캐럴> (대리)
- 2015.04.26 최은영 作 <한지와 영주> (남친)
- 2015.05.03 이평재 作 <악어패밀리> (사)
- 2015.05.10 최지애 作 <달콤한 픽션> (미주 소개팅男)
- 2015.05.17 나경화 作 <쿙 쿙> (친구 2)
- 2015.06.07 정이현 作 <영영, 여름> (클로이)
- 2015.06.28 성석제 作 <블랙박스> (경찰관1)
- 2015.07.12 윤이형 作 <러브 레플리카> (남자)
- 2015.07.26 이승영 作 <어떤 살인사건> (형사2)
- 2015.08.02 이윤돌 作 <장마가 지는 계절> (형사)
- 2015.08.23 양수련 作 <호텔마마> (남제자)
- 2015.09.20 김중혁 作 <가짜 팔로 하는 포옹> (경찰)
- 2015.09.27 <장화홍련전> (삼남)
- 2015.10.04 이기호 作 <권순찬과 착한 사람들> (대학생1)
- 2015.10.11 조수경 作 <유리> (남학생)
- 2015.10.18 김금희 作 <조중균의 세계> (서대리)
- 2015.11.01 윤성희 作 <가볍게 하는 말> (태우오빠/ 보호자)
- 2015.11.08 김나정 作 <어쩌다> (남자)
- 2015.11.29 윤민우 作 <원피스> (남동생)
- 2015.12.27 최정화 作 <홍로> (운전기사)
- 2016.01.03 전성태 作 <영접> (송경사)
- 2016.01.10 권여선 作 <이모> (남자)
- 2016.01.24 김경주 作 <태엽> (경찰)
- 2016.02.07 이수경 作 <자연사 박물관> (통통남)
- 2016.02.14 황승욱 作 <세탁실> (큰 한수)
- 2016.02.21 김현경 作 <핀 캐리> (형식)
- 2016.03.13 김저운 作 <개는 어떻게 꿈꾸는가> (큰아들)
- 2016.03.20 정도상 作 <장씨의 어떤 하루> (박근호)
- 2016.04.17 김덕희 作 <낫이 짖을 때> (아버지)
- 2016.05.01 전성태 作 <영접> (송경사)
- 2016.05.22 김금희 作 <너무 한낮의 연애> (김주임)
- 2016.06.05 김경욱 作 <천국의 문> (간호사)
- 2016.06.12 이갑수 作 <T.O.P> (사회/손님)
- 2016.06.26 윤고은 作 <된장이 된> (성우3)

다큐멘터리 역사를 찾아서 (KBS 라디오)
- 2015.02.22 ~ (방송중)

와이파이 초한지 (KBS 라디오)
- 2016.05.09 1화 (장량)
- 2016.05.10 2화 (장량)
- 2016.05.11 3화 (장량)
- 2016.05.12 4화 (대신1)
- 2016.05.16 6화 (대신1)
- 2016.05.20 10화 (대신1)
- 2016.05.23 11화 (대신1)
- 2016.05.30 16화 (신하)
- 2016.05.31 17화 (대신1)
- 2016.06.01 18화 (방사1)
- 2016.06.03 20화 (형1)
- 2016.06.13 26화 (남자3)
- 2016.06.14 27화 (현령)
- 2016.06.15 28화 (현령)
- 2016.06.21 32화 (부하1)
- 2016.06.22 33화 (부하2)

### 게임
쿠키런:킹덤:에클래어맛 쿠키
기타 (KBS 라디오)
- 2015.10.05 ~ 2015.10.09 KBS 라디오 특별기획 <부엉이 아저씨, 음악가 이야기 좀 들려주세요!>